# Arturo Noriega Pizano
Arturo Noriega Pizano fue un político mexicano, miembro del Partido Revolucionario Institucional, que se desempeñó como gobernador de Colima de 1974 a 1979 luego de las elecciones celebradas el 23 de diciembre de 1973 con motivo del suicidio de Antonio Barbosa Heldt, gobernador electo. Noriega Pizano venció al candidato del PAN, Horacio Cuitláhuac Gutiérrez Velasco con un total de 31,268 votos contra  4,304. El 24 de octubre de 1974, Arturo Noriega Pizano, fue gobernador del Estado de Colima.